# Стефан Владислав I

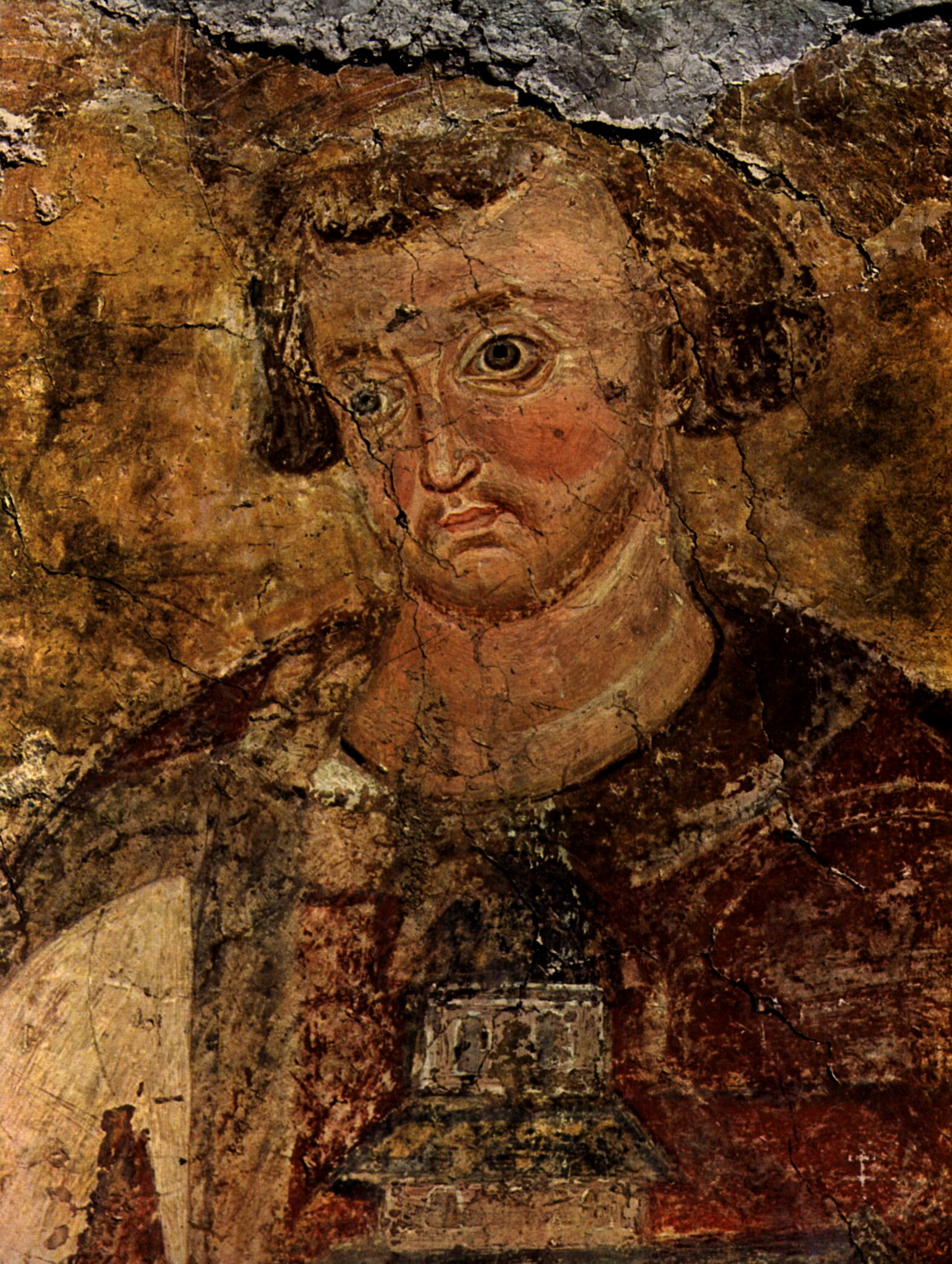
Стефан Владислав I

Стефан Владислав I (д/н - † 1264) — 3-й король Сербії з 1233 до 1242 року. Походив з династії Неманичів.

## Життєпис
Був сином короля Стефана II та Євдокії, доньки Олексія III Ангела, імператора Візантії. Почав керувати після свого брата Стефана Радослава. Його було скинуто з трону внаслідок повстання незадоволеною сербської знаті. Скориставшись цими обставинами Стефан Владислав захопив владу й став новим королем Сербії.
Новий володар Сербії зміцнив становище держави завдяки союзу з царем Болгарії Іваном Асенем II, з донькою якого одружився. Проте ситуація змінилася після смерті болгарського царя у 1241 році та вторгнення монгольської армії на чолі із Бату-ханом.
Стефан Владислав виявився неспроможним протидіяти монгольським загарбникам. Під час їхньої навали у 1242 році Сербія була суттєво пограбована та сплюндрована. Після того, як війська Бату-хана та Субудея залишили територію Сербії, Стефан Владислав не зміг далі керувати країною. Цього ж вимагала й сербська знать, міщани. Стефан Владислав зрікся серсбського трону на користь свого зведеного брата Стефана Уроша.
Надалі Стефан Владислав до самої смерті очолював намісництво Зета.

## Родина
Дружина — Білослава, донька Івана Асеня II, царя Болгарії
Діти:
- Стефан
- Деса